# 佐藤志有
佐藤 志有（さとう しう、1998年9月14日 - ）は、日本の俳優、ダンサーである。MUSICALACTORSメンバー。宮城県仙台市出身。洗足学園音楽大学ミュージカルコース出身。M&Sカンパニー所属。

## 略歴
幼少期から地元のミュージカル劇団に所属し、ミュージカル「赤毛のアン」、映画「エクレール・お菓子放浪記」等に出演。
高校卒業後、洗足学園音楽大学ミュージカルコースに進学。学内公演の他、「おかあさんといっしょスペシャルステージ2018」、「ミュージカルふたり阿国」等に出演。
2017年7月からミュージカル俳優からなるボーカルエンターテイメント集団「MUSICALACTORS」に所属（担当カラーは「CRYSTAL」）。マンスリーライブやツアー公演等、精力的に活動を行う。
2021年、洗足学園音楽大学ミュージカルコース卒業。
同年、M&Sカンパニーに所属。

## 出演

### 舞台
- エステーTOURSミュージカル「赤毛のアン」（2010年）グリーンゲイブルズ仙台
- 仙台オペラ協会「ヘンゼルとグレーテル」（2016年）黙（黒猫）役
- おかあさんといっしょスペシャルステージ 2018（2018年、さいたまスーパーアリーナ、大阪城ホール）ダンサー
- ミュージカル「ふたり阿国」（2019年、明治座）アンサンブル[3]
- 雨漏りのするキャバレー（2020年、本所松坂亭劇場）しゅーりむ 役[4]
- ハートフル音楽劇「イキヌクキセキ～十年目の願い～」（2021年、KAAT神奈川芸術劇場、COOL JAPAN PARK OSAKA WWホール） 小嶋淳 役[5]
- ワールドトリガー the Stage（2021年、品川プリンスホテル ステラボール、サンケイホールブリーゼ）古寺章平 役[6]
- ワールドトリガー the Stage 大規模侵攻編（2022年、品川プリンスホテル ステラボール、京都劇場）古寺章平 役[7]
- A Way from Surrender ～降福からの道～（2023年、すみだトリフォニーホール、サントリーホール）洗足メモリアル合唱団
- ダーウィン・ヤング 悪の起源（2023年、シアタークリエ、兵庫県立芸術文化センター 阪急中ホール）アンサンブル[8]
- 夢から醒めた夢（2023年、自由劇場）アンサンブル[9]
- ミュージカル「ロミオ&ジュリエット」（2024年、新国立劇場 中劇場、刈谷市総合文化センター、梅田芸術劇場メインホール）スウィング[10]
- ユタと不思議な仲間たち（2024年、自由劇場）ユタ 役[11]
- 農業系Rock Musical「いただきます!〜歌舞伎町伝説〜」（2025年、新宿FACE、大阪国際交流センター大ホール）[12]
- ミュージカル「四月は君の嘘」（2025年、昭和女子大学人見記念講堂、 Niterra日本特殊陶業市民会館フォレストホール、梅田芸術劇場メインホール、オーバード・ホール、厚木市文化会館大ホール）[13][14]
- ミュージカル「チャーリーとチョコレート工場」（2026年上演予定、ウェスタ川越、日生劇場、福岡、大阪）[15]

### 映画
- エクレール・お菓子放浪記（2011）キー坊 役[1]